# Can Bota (Cassà de la Selva)
Can Bota és una obra del municipi de Cassà de la Selva (Gironès) inclosa en l'Inventari del Patrimoni Arquitectònic de Catalunya.

## Descripció
Es tracta d'una masia tradicional amb murs portant de pedra morterada, estructurat inicialment en tres crugies i planta quadrangular. Coberta amb teula a dues vessants. Presenta un porta dovellada de granit força primitiva i una finestra gòtica al primer pis, posteriorment transformada en balconera. Hi ha també un pou a prop de la casa amb abeuradors. Carreus de pedra de granit a les cantonades.

## Història
Hi va haver reformes posteriors (1735): ampliació del mas amb la construcció d'una torre a la seva banda esquerra i diferents construccions annexes a la façana posterior que configuren l'actual pati existent. Amb aquestes reformes s'obre una finestra amb carreus de pedra de Girona a la torre existent.